# Evenus sponsa
Evenus sponsa is een vlinder uit de familie van de Lycaenidae. De wetenschappelijke naam van de soort werd als Thecla sponsa in 1876 gepubliceerd door Möschler.

## Synoniemen
- Thecla ornatrix Druce, 1907